# レオ4世 (ローマ教皇)
レオ4世（Leo IV, 790年? - 855年7月17日）は、ローマ教皇（在位：847年4月10日 - 855年7月17日）。

## 生涯
ローマ生まれであり、満場一致でセルギウス2世の後継として選出された。847年4月10日に教皇に選ばれた時、彼は四王冠教会の枢機卿でありグレゴリウス4世の副助祭で前任者の配下の主席司祭（vicar forane）であった。彼の在位期間は、前任者の時代にサラセン人によって加えられたローマ市内の諸教会への損傷を、特にサン・パオロ・フオーリ・レ・ムーラ大聖堂とサン・ピエトロ大聖堂へと加えられた損傷を修復しようと力を尽くしたことが特徴的である。
サラセン人がガエータを包囲した後、848年から849年の間にレオは都市の城壁を修復し強化した。ムスリムがテヴェレ川北岸の港湾（Portus）に迫ると、レオはナポリ、ガエータおよびアマルフィの海運都市の軍を召喚し、同盟軍を作った。連合艦隊の指揮はナポリ公の息子であるシザーリオに委ねられた。つづくムスリムとの海戦である「オスティアの戦い」は中世教皇史上もっとも有名な戦いのひとつであり、バチカン宮殿の「ラファエロの間」にラファエロ・サンティが弟子たちとともに描いたフラスコ画で記念されている。ウルビーノ生まれの男によるレオの生涯を記念するフレスコ画はもうひとつあり、それが「ボルゴの火災」（Incendio di Borgo）である。それはローマのアングロサクソン地区（ボルゴ）で起こった火災を、伝説によると十字を切るだけで鎮めたという奇跡を描いたものである。
サラセンの脅威の排除を決定的にするため、レオはテヴェレ川右岸の近郊地帯を護る新しい城壁を建造することを命じた。それは無防備だったサン・ピエトロ大聖堂をも含むものだった。城壁によって囲まれた地区はレオの市街を意味するCivitas Leoninaという名で今日まで知られている。彼は損傷を受けた城壁外の聖パウロ教会とサン・ピエトロの装飾を行なったことでも知られる。金で覆われ宝石で飾られた93.3kgもの祭壇が再び設置された。
レオは3度の教会会議を開いた。そのうちの1回は皇帝ルートヴィヒ2世が臨席したことが特徴的であるが、いずれの会議も他に見るべきものはない。ランスのヒンクマルとの教皇の闘いは、ニコラウス1世の在位期間よりむしろレオの時代から始まったものである。ベネディクトゥス3世が彼の後継者である。女教皇ヨハンナが男装して彼の後を継いだと信じる者もいるが、ヨハンナは一般に伝説上の人物と考えられている。
レオは855年7月17日に亡くなり、サン・ピエトロに埋葬された。